# Keishi Tanaka
Keishi Tanaka（ケイシ・タナカ、男性、1982年11月3日 - ）は、日本のシンガーソングライターである田中啓史のアーティスト表記。
riddim saunterのボーカルとして活動していたが2011年に解散。その後2012年にシンガーソングライターとして活動をスタート。ライブハウスでのバンドセットから、よみうり大手町ホールやビルボードライブでの11人編成ビッグバンド、さらには小さなカフェでの弾き語りなど、場所や聴く人を限定しないスタイルで活躍。自主企画として"NEW KICKS"と"ROOMS"を不定期に開催。

## 来歴

### 2002年 - 2011年
2002年、古川太一、佐藤寛らと共にriddim saunterを結成。2005年には1stアルバム『CURRENT』をリリース。以来、計4枚のスタジオ・アルバムを発表。フジロックフェスティバルやSUMMER SONICなど大型ロック・フェスティバルにも出演した。また、他アーティストとのコラボレーションも積極的に行っており、2010年にはTHE BAWDIESやカジヒデキとのスプリット盤もリリースしている。
2009年、TGMX、高本和英（COMEBACK MY DAUGHTERS）、ヨシザワ"モーリス"マサトモ（YOUR SONG IS GOOD）とDJチームDE KIT DEE JAY'Sを結成。現在まで奇数月の最終木曜日にイベントを開催し続けている。なお、ヨシザワはDJチームからは外れており、現在は山口隆弘（Niw! Records）、木暮栄一（the band apart）を含めた5名が固定メンバーである。
2011年9月3日、riddim saunterが中野サンプラザにて行われた「FAREWELL PARTY」にて解散。その後、DE KIT DEE JAY'Sの4人でフォークカルテットTHE DEKITSを結成。デビューアルバム『DE KIT 4 KEYS』を同年12月にリリースした。

### 2012年 - 2015年
2012年3月2日よりTGMXとのアコースティックライブツアー「TWIN SONGS」をスタート。約3ヶ月半かけて全国19会場を回った。当ツアーはこれまでに2013年、2014年、2017年と不定期に開催されている。4月11日には詩と曲と写真で作られたCD付ソングブック『夜の終わり』をリリースし、ソロデビューを果たす。「End Of Night At Cay」としてリリースパーティを青山CAYで開催した。
2013年1月、ソロ名義では初となるアルバム『Fill』をCDとアナログ形態でリリース。JR山陽/九州新幹線テレビCMソングとして使用された「Hello」などが収録された。また、1月29日からは自身初となるバンド編成での全国ツアー「Fill Me, Fill You」を全国12ヶ所で開催した。
4月10日にはアコースティックライブを中心とする自主企画「ROOMS」をスタート。全国5か所をthe band apartの荒井岳史と回った。当ツアーは松田岳二やカジヒデキ、Predawnなど多彩なゲストを迎えて毎年続けられている。12月3日にはCD付絵本という形態で「秘密の森」をリリース。歌詞は絵本を作るために書き下ろしている。絵を描いたのは友人でもある相沢克人。当シングルは2014年4月にレコード・ストア・デイ参加作品として7インチ盤で再リリースされた。B面には、CDシングルには収録されていなかった富士見丘教会での「Hello」のライブ音源を収録している。
2014年6月 COMEBACK MY DAUGHTERSと東名阪ダブルネームツアーを開催。11月には2ndシングル「Crybaby's Girl」を発表。前作のCD付絵本に続き、今作はハンカチ付CDという形態でのリリースとなった。C/W曲にはTGMXとの楽曲「Twin Songs」を収録。また、今作のリリースツアーとして「CRYBABY'S GIRL TOUR」を全国9か所で開催。ファイナル公演にはTGMXと本間寛人(ex.riddim saunter)が飛び入りで参加した。
2015年3月、3rdシングル「Floatin' Groove」を受注生産限定でリリース。当楽曲はFM802のヘヴィー・ローテーションにも選出された。同年4月22日にはセカンドアルバム『Alley』をCD、CD+DVD、アナログ盤の3形態でリリース。アナログ盤はレコード・ストア・デイ参加作品として4月18日に先行発売された。5月からはピアニストのgomesとの2人編成アコースティックツアー「Alley Release Tour -Acoustic Set-」と、ホーンやストリングスを含む10人編成フルバンドセットでの「Alley Release Tour -Full Band Set-」開催。2つのツアーを合計すると全国27ヶ所ものライブハウスを回るツアーとなった。また、フルバンドセット編成の東名阪公演の来場者には特典として「Floatin' Groove」と『Alley』に封入されていた引換券もしくは商品を持参することで弾き語りミニアルバム『ROOMS』をプレゼントした。
9月からはバンドセットライブを中心とする新たな自主企画「NEW KICKS」をスタート。東阪2か所をPredawnと回った。当企画はfox capture planや向井太一らをゲストに迎え2016年と2018年にも開催された。
11月からはワンマンツアー「Keishi Tanaka One Man Tour」を全国4会場にて開催。
また同月にはライブDVD『Alley Release Tour Final』をリリース。ツアーファイナルの渋谷CLUB QUATTRO公演は完全ノーカットで収録されている。特典映像にはフルバンド編成で出演した野外フェスティバルRUSH BALL 2015のライブを収録。

### 2016年
2016年1月、4枚目のシングル「Hello, New Kicks」をCDと7インチ盤の形態でリリース。小袋成彬率いるTokyo Recordingsが楽曲レコーディング、ミキシング、アレンジを担当したことでも話題となった。アートワーク及びMVはYOSHIROTTENが担当。MVの撮影はシンガポールで行われており、ソロ名義では初の海外撮影となる。
同年2月、Ropesとのスプリットツアー「Keishi Tanaka × Ropes」を全国11か所で開催。ツアー中にRopesと共に、旅と冬を題材とした楽曲「冬の青」を1曲作り上げている。4月にはthe band apartの荒井岳史との弾き語りスプリットツアー「プリテンダーとHello, New Kicksのツアー」を全国5か所で開催する。同月20日と23日には東阪ビルボードライブにて「Hello, New Kicks Release Party-」を開催。田中にとってビルボード公演を行ったのはこれが初めてである。フルバンド編成に加え、松田岳二、TGMX、カジヒデキ、Predawn、fox capture planがゲストとして参加した。また、同月からアウトドア雑誌「ランドネ」での連載「Today's Another Day」がスタートした。
5月には5thシングル「透明色のクルージング」をリリース。fox capture planと互いにフィーチャリングしており、同タイトルでありながら表題曲以外は内容が異なる作品をそれぞれのレーベルからリリースしている。2バージョン同時購入者特典はビルボード東京公演でのfox capture planとの共演の模様を収録したDVD。またシングルの発売に先駆けて4月から全国9か所で「the CRUSING tour」を開催。fox capture planだけでなく、ギタリストの潮田雄一もツアーに同行した。fox capture plan盤の「透明色のクルージング」は第9回全日本CDショップ大賞にノミネートされた。7月、6枚目となるシングル「Just A Side Of Love」をCDと7インチ盤の形態でリリース。ゲスト及びプロデューサーに松田岳二率いるLEARNERSを迎えて制作した。11月9日にはサードアルバム『What's A Trunk?』をリリース。11月3日のレコード・ストア・デイに合わせてアナログ盤を先行でリリースした。シングル3部作を含み、Tokyo Recordings、fox capture plan、LEARNERS、Ropesらが製作陣として参加している。12月から『What's A Trunk?』のリリースツアーを全国14か所で開催。仙台・盛岡・郡山は本人がインフルエンザと診断されたため延期となった。2017年2月のファイナル、東京 よみうり大手町ホールでは10人フルバンドセット編成に加え、fox capture plan、Ropes、LEARNERSから松田岳二、紗羅マリー、CHIEがゲスト出演した。

### 2017年
2017年4月、自主企画「ROOMS」を自身最大規模となる全国37か所で開催。東京公演では8日にホリエアツシ、9日に村松拓（Nothing's Carved In Stone）が参加。またラスト3か所の福井、奈良、三重にはthe band apartの荒井岳史を迎え、ファイナルの三重では会場にて参加型の公開打ち上げBBQを行った。同月、初となる詩集「真夜中の魚」を出版。ソロ名義だけでなく、riddim saunter、カジヒデキとリディムサウンター、THE DEKITSといった、これまで発表してきた作品の中から自身が選び、テーマごとに分けて歌詞を掲載。各詞に添えられた一言メモ、巻末にロング・インタビューを掲載。また、ヴィレッジヴァンガード下北沢店にて出版を記念したトークショーも行っている。10月、「月刊 新潟WEEK!」での連載「Hello, New Niigata」をスタート。

### 2018年
2018年1月、約1年半ぶりとなるシングル「This Feelin' Only Knows」を配信限定でリリース。翌々月の3月には「知らない街の大聖堂」との両A面シングルとしてアナログ盤で再リリースされた。このシングルの発売を記念したツアー「Keishi Tanaka SPRING TOUR 2018
[This Feelin’ Only Knows]」が3月20日から全国10ヶ所で開催された。5月30日にはシングル「Break It Down」をリリース。翌月にはthe band apartとのスプリットシングル「Break It Down / Falling in Love」として7インチ盤で再リリースされた。6月に自主企画「NEW KICKS」を東名阪で開催。ゲストには向井太一とTENDREを迎えた。9月には北海道3会場にて自主企画「ROOMS」をthe band apartの荒井岳史と開催予定だったが、北海道胆振東部地震により急遽開催中止、11月に振替公演が行われた。

### 2019年
2019年3月13日、シングル「Breath」を配信限定でリリース。1週間後の3月20日にはキャリア初となるベスト・アルバム『CLIPS』を発売。過去3枚のアルバムからの楽曲のほか、シングルのカップリングやリミックスなどを収録している。4月からはベスト・アルバムの発売を記念したツアー「CLIPS RELEASE TOUR」を東名阪で開催する予定である。また、5月には4枚目のアルバム『BREATH』をリリースした。4月3日、『BREATH』からの先行曲として「雨上がりの恋」を配信。

## ディスコグラフィ

### シングル
|      | 発売日         | タイトル                       | 規格           | 規格品番   | 最高位 | 収録アルバム    |
| ---- | -------------- | ------------------------------ | -------------- | ---------- | ------ | --------------- |
| 1st  | 2013年12月4日  | 秘密の森                       | CD+絵本        | NIW-95     |        | Alley           |
| 1st  | 2014年4月19日  | 秘密の森                       | 7インチ        | NEP-43     |        | Alley           |
| 2nd  | 2014年11月19日 | Crybaby's Girl                 | CD+ハンカチ    | NIW-102    |        | Alley           |
| 3rd  | 2015年3月18日  | Floatin' Groove                | 受注生産限定CD | NIW-105    |        | Alley           |
| 4th  | 2016年1月13日  | Hello, New Kicks               | CD             | NIW-116    | 168位  | What's A Trunk? |
| 4th  | 2016年1月13日  | Hello, New Kicks               | 7インチ        | NEP-64     | 168位  | What's A Trunk? |
| 5th  | 2016年5月11日  | 透明色のクルージング           | CD             | NIW-119    | 92位   | What's A Trunk? |
| 5th  | 2016年5月11日  | 透明色のクルージング           | CD             | PWT-22     | 71位   | What's A Trunk? |
| 6th  | 2016年7月6日   | Just A Side Of Love            | CD             | NIW-121    | 110位  | What's A Trunk? |
| 6th  | 2016年7月6日   | Just A Side Of Love            | 7インチ        | NEP-71     | 110位  | What's A Trunk? |
| 7th  | 2018年1月24日  | This Feelin' Only Knows        | 音楽配信       |            |        | BREATH          |
| 7th  | 2018年3月20日  | This Feelin' Only Knows        | 12インチ       | KCRC-001   |        | BREATH          |
| 8th  | 2018年5月20日  | Break It Down                  | 音楽配信       |            |        | BREATH          |
| 8th  | 2018年6月20日  | Break It Down                  | 7インチ        | FLAKES-194 |        | BREATH          |
| 9th  | 2019年3月13日  | Breath                         | 音楽配信       |            |        | BREATH          |
| 10th | 2019年9月25日  | One Love                       | 音楽配信       |            |        | 未公表          |
| 11th | 2020年4月15日  | The Smoke Is You               | 音楽配信       |            |        | 未公表          |
|      | 2020年11月18日 | The Smoke Is You (Bubbs remix) | 音楽配信       |            |        | 未公表          |
|      | 2021年4月26日  | Billboard Live 2021            | 音楽配信       |            |        | 未公表          |
|      | 2021年8月25日  | I'm With You                   | 音楽配信       |            |        | 未公表          |
|      | 2022年2月16日  | Sunny                          | 音楽配信       |            |        | 未公表          |
|      | 2022年6月15日  | 雨                             | 音楽配信       |            |        | 未公表          |
|      | 2023年5月17日  | One Love (Summer Vibes Remix)  | 音楽配信       |            |        | 未公表          |

### アルバム

#### スタジオ・アルバム
|     | 発売日        | タイトル        | 規格            | 規格品番 | 最高位 |
| --- | ------------- | --------------- | --------------- | -------- | ------ |
| 1st | 2013年1月23日 | Fill            | CD              | NIW-86   | 95位   |
| 1st | 2013年1月23日 | Fill            | LP              | NLP-16   | 95位   |
| 2nd | 2015年4月18日 | Alley           | LP              | NLP-17   | 99位   |
| 2nd | 2015年4月22日 | Alley           | CD+DVD(初回盤） | NIW-106  | 99位   |
| 2nd | 2015年4月22日 | Alley           | CD(通常盤）     | NIW-107  | 99位   |
| 3rd | 2016年11月3日 | What's A Trunk? | LP              | NLP-21   | 86位   |
| 3rd | 2016年11月9日 | What's A Trunk? | CD              | NIW-127  | 86位   |
| 4th | 2019年5月8日  | BREATH          | CD              | KCRC-003 | 146位  |
| 4th | 2019年5月8日  | BREATH          | LP              | KCRC-004 | 146位  |

#### ベスト・アルバム
|     | 発売日        | タイトル | 規格 | 規格品番 | 最高位 |
| --- | ------------- | -------- | ---- | -------- | ------ |
| 1st | 2019年3月20日 | CLIPS    | 2CD  | NIW-144  | 239位  |

#### ソングブック
|     | 発売日        | タイトル   | 規格         | 規格品番 | 最高位 |
| --- | ------------- | ---------- | ------------ | -------- | ------ |
| 1st | 2012年4月11日 | 夜の終わり | ソングブック | NIW-95   | 136位  |
| 1st | 2012年7月4日  | 夜の終わり | 10インチ     | SNY-003  | 136位  |

#### ミニ・アルバム
| 発売日                     | タイトル              | 規格 | 備考                 |
| -------------------------- | --------------------- | ---- | -------------------- |
| 2015年6月12日 (配布開始日) | ROOMS -Acoustic Demo- | CD   | 来場者特典           |
| 2020年12月23日             | AVENUE                | CD   |                      |
| 2021年9月1日               | UNPLUGGED             | CD   | ライブ会場・通販限定 |
| 2023年6月7日               | UNPLUGGED II          | CD   | ライブ会場・通販限定 |

#### ライブ・アルバム
| 発売日       | タイトル                                   | 規格 | 備考                         |
| ------------ | ------------------------------------------ | ---- | ---------------------------- |
| 2020年9月4日 | The Smoke Is You Release Tour at Your Home | 配信 | Apple Music/iTunes Store限定 |

### 参加作品
| 発売日         | タイトル                                                       | 収録曲                                            | 規格 | 規格品番 |
| -------------- | -------------------------------------------------------------- | ------------------------------------------------- | ---- | -------- |
| 2012年4月11日  | PLAYTHINGS                                                     | 5. HUMMING                                        | CD   | DK-5     |
| 2014年12月17日 | PLAYTHINGS 2                                                   | 8. Oh Lori(Alessi Brothers)                       | CD   | DK-6     |
| 2015年11月25日 | PLAYTHINGS 3                                                   | 1. Peaceful Christmas                             | CD   | DK-9     |
| 2017年1月25日  | PLAYTHINGS 4                                                   | 10. せかいの車窓から(ザ・なつやすみバンド)        | CD   | DK-10    |
| 2020年4月17日  | FRONTIER BACKYARD「h/e/a/r/t/b/r/e/a/k (feat. Keishi Tanaka)」 | h/e/a/r/t/b/r/e/a/k (feat. Keishi Tanaka)         | 配信 |          |
| 2020年10月23日 | Gotch「The Age (feat. BASI, Dhira Bongs & Keishi Tanaka)」     | The Age (feat. BASI, Dhira Bongs & Keishi Tanaka) | 配信 |          |

### 映像作品
| 発売日         | タイトル                 | 規格 | 規格品番 | 最高位 |
| -------------- | ------------------------ | ---- | -------- | ------ |
| 2015年11月25日 | Alley Release Tour Final | DVD  | NIW-112  | 227位  |

### 楽曲提供
| 発売日         | アーティスト | タイトル             | 担当             | 収録アルバム              | 最高位 |
| -------------- | ------------ | -------------------- | ---------------- | ------------------------- | ------ |
| 2007年10月24日 | 愛川ゆず季   | message              | 作詞             | ゆずポン☆れぼりゅーしょん |        |
| 2018年7月10日  | Negicco      | Never Ending Story   | 作曲・編曲       | MY COLOR                  | 17位   |
| 2020年4月4日   | Negicco Nao☆ | rainy〜next season〜 | 作曲・編曲       | アルバム未収録            | 31位   |
| 2021年9月4日   | V6           | Sweet Days           | 作詞・作曲・編曲 | STEP                      | 1位    |

### ミュージックビデオ
| 公開日         | タイトル                           | 監督 / カメラ                              | 備考                                |
| -------------- | ---------------------------------- | ------------------------------------------ | ----------------------------------- |
| 2012年3月16日  | End Of Night / 夜の終わり          | 大関泰幸                                   |                                     |
| 2012年6月17日  | I've Never Seen / 僕は知らない     | TOKYO ACOUSTIC SESSION                     | 会場協力：flowergreen HANAMI        |
| 2013年1月7日   | Wonderful Seasons / 素敵な季節たち | 上山悠二(M.S.G) / Andy McMullen            | 会場協力：a-bridge                  |
| 2013年3月17日  | Hello / あなたにハロー             | TOKYO ACOUSTIC SESSION 関山雄太 / 山川哲矢 |                                     |
| 2013年12月3日  | 秘密の森                           | 上山悠二(M.S.G) / MINORxU                  |                                     |
| 2012年4月11日  | Crybaby's Girl                     | 北山大介 (THREE IS A MAGIC NUMBER)         |                                     |
| 2015年3月4日   | Floatin' Groove                    | 北山大介 (THREE IS A MAGIC NUMBER)         | 会場協力：tete coquette             |
| 2015年4月2日   | あこがれ                           | 上山悠二(M.S.G)                            | 映像協力：Wedesign                  |
| 2015年4月16日  | 素敵な影の結末                     | 北山大介 (THREE IS A MAGIC NUMBER)         |                                     |
| 2015年5月1日   | 傘を持たない君と音楽を             | SLEEPERS FILM / 山川哲矢                   |                                     |
| 2015年10月8日  | Floatin' Groove (Live)             | 北山大介 (THREE IS A MAGIC NUMBER)         | 2015年6月26日 at 渋谷CLUB QUATTRO   |
| 2015年12月17日 | Oh Lori feat. Predawn              | TOKYO ACOUSTIC SESSION 関山雄太 / 山川哲矢 | Anyone's #01                        |
| 2016年1月6日   | Hello, New Kicks                   | YOSHIROTTEN / Yusuke Kasai (共にYAR)       |                                     |
| 2016年4月27日  | 透明色のクルージング               | 仁宮裕(CL RECORDS)                         |                                     |
| 2016年6月27日  | Just A Side Of Love                | 関山雄太                                   |                                     |
| 2016年9月6日   | Look For The Silver Lining         | 関山雄太                                   | Anyone's #02                        |
| 2016年10月24日 | Another Way (is so nice)           | 関山雄太 / 山岸和人                        | 映像協力： CANNABIS / tete coquette |
| 2017年5月23日  | 冬の青 feat.Ropes                  | 北山大介 (THREE IS A MAGIC NUMBER)         |                                     |
| 2018年3月19日  | This Feelin’ Only Knows            | 北山大介                                   |                                     |
| 2019年3月13日  | Breath                             | 雨澤英樹（Amezo）                          |                                     |

## ライブ

### ワンマンライブ・主催イベント
主催ツアー、単独公演、共同企画について記載

### 出演イベント
出演イベント、参加ツアーについて記載

## タイアップ
| 曲名                 | タイアップ |
| -------------------- | --- |
| Hello                | JR西日本 山陽新幹線 / 九州新幹線 CM 2012 九州デスティネーション「話そう、でっかい九州で。夏・熊本・鹿児島」篇 |
| I've Never Seen      | プロアクティブ ボディーケア商品 CM                                                                            |
| 透明色のクルージング | テレビ神奈川 「MUTOMA」 2016年10月度OP&ENDテーマ                                                              |
| (未発表)             | 花王 CM「みんなの手にきれいの魔法を」篇                                                                       |

## 書籍

### 連載
- ランドネ 「Today's Another Day」(エイ出版社 / 2016年6月号 - 最新号)[44]
- 月刊新潟WEEK! 「Hello, New Niigata」(ニューズ・ライン / 2017年11月号 - 2018年7月号※休刊)

### 詩集
- 『真夜中の魚』 (発売：シンコーミュージック・エンタテイメント / 発行・編集：ロックスエンタテインメント / 2017年4月14日)[45]